# NGC 6805
NGC 6805 is een elliptisch sterrenstelsel in het sterrenbeeld Boogschutter. Het hemelobject werd op 24 augustus 1834 ontdekt door de Britse astronoom John Herschel.

## Synoniemen
- ESO 338-14
- MCG -6-43-2
- PGC 63413